# Cheelanahalli, Gubbi
Cheelanahalli là một làng thuộc tehsil Gubbi, huyện Tumkur, bang Karnataka, Ấn Độ.